# Coelorinchus gaesorhynchus
Coelorinchus gaesorhynchus är en fiskart som beskrevs av Akitoshi Iwamoto och Williams, 1999. Coelorinchus gaesorhynchus ingår i släktet Coelorinchus och familjen skolästfiskar. Inga underarter finns listade i Catalogue of Life.